# 3D Lemmings
3D Lemmings (intitulé Lemmings 3D aux États-Unis) est un jeu vidéo de réflexion développé par Clockwork Games et édité par Psygnosis en 1995 sur DOS, PlayStation et Saturn,.
C'est le premier épisode de série Lemmings à gérer des environnements en trois dimensions, ce qui a une incidence sur le gameplay. L'épisode marque également la fin de l'implication des créateurs originaux, DMA Design.

## Commercialisation
En parallèle à la sortie du jeu, une démo jouable intitulée 3D Lemmings Winterland est proposé sur PC. Elle contient 6 niveaux inédits ayant pour thème l'Hiver.